# Centro de Artes Visuales
El Centro de Artes Visuales (CAV) es un centro cultural de la ciudad de Aguascalientes, México. Pertenece al Instituto Cultural de Aguascalientes, es uno de los centros de educación artística más importantes del estado, y cuenta con su propio espacio expositivo. 

## Historia
La fundación del CAV está ligada a otros hitos en la historia cultural de Aguascalientes. Fue fundado en 1977. Su primer director fue el artista Juan Castañeda, quien antes dio clases en la Escuela Nacional de Pintura, Escultura y Grabado La Esmeralda, y también en el Centro de Investigación y Experimentación Plástica. Fue Víctor Sandoval, a través de Hilda Campillo, quien lo invitó a dirigir el Centro de Artes Visuales, recientemente creado.
El CAV fue un lugar indispensable para el desarrollo de las artes visuales en Aguascalientes, pues por ahí pasaron distintos artistas locales, los cuales además desarrollaron una práctica docente más adelante.

## Ubicación
Está ubicado en la calle Venustiano Carranza  No. 111, Colonia Centro.

## Directores
El fundador y primer director del Centro de Artes Visuales es el artista hidrocálido Juan Castañeda, esto de 1977 a 2003.El artista Moisés Díaz reemplazó a Castañeda y fue director del espacio cultural de 2003 a 2013.
A partir de 2013 toma el puesto la artista Pilar Ramos, también oriunda del estado, cargo que desempeña hasta la actualidad.

## Arquitectura

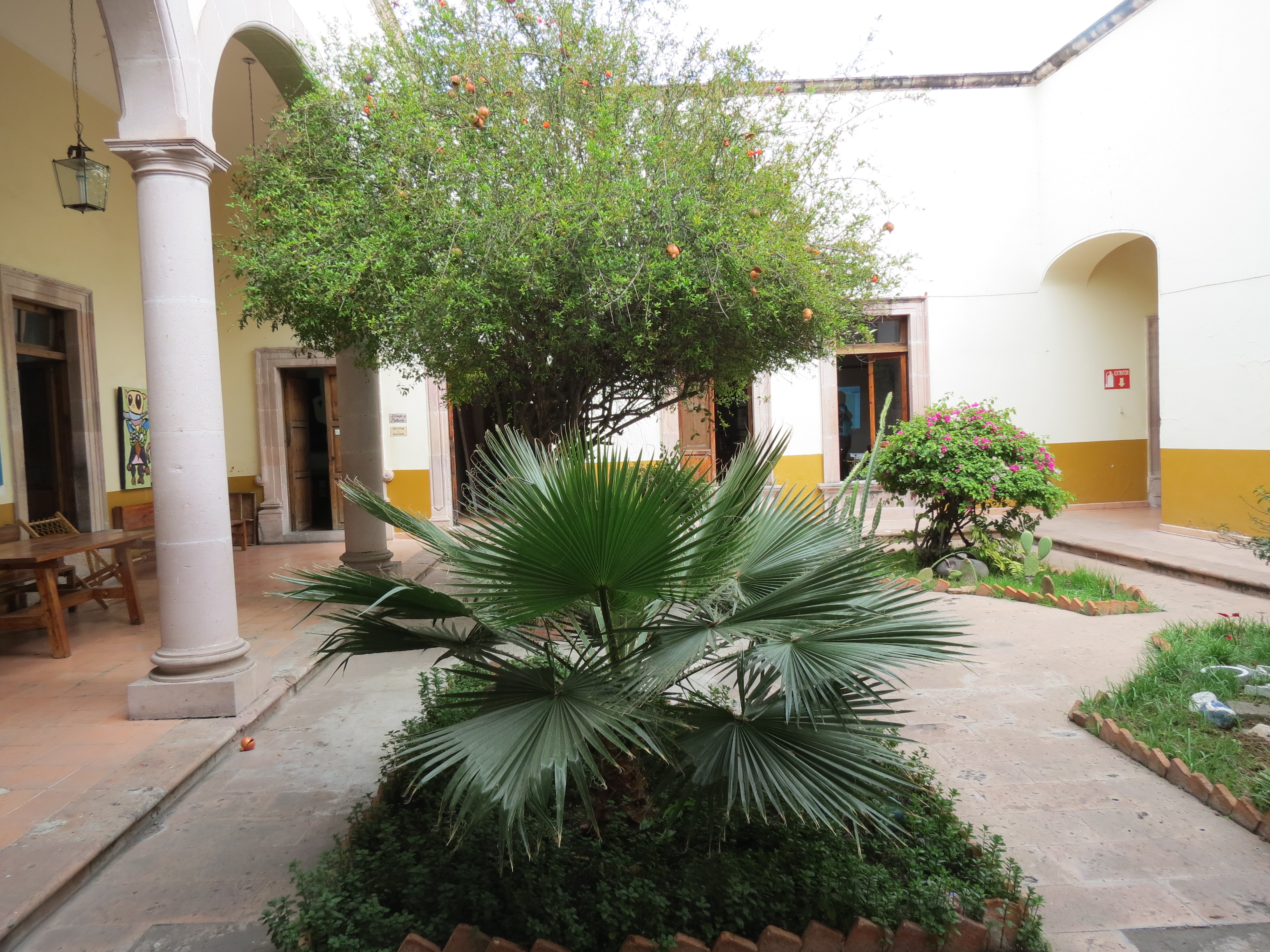
Primer jardín del Centro de Artes Visuales

La restauración de la finca que alberga al Centro de Artes visuales estuvo realizada bajo la supervisión del arquitecto Mario Rodolfo García Navarro, en 1977. En este proyecto se respetó la arquitectura con patio y zaguán, con un peristilo de arcos deprimidos que confina el pasillo que conduce al patio posterior. Es probable que desde esta intervención, haya habido otras adecuaciones, sin embargo, no ha habido cambios sustanciales.

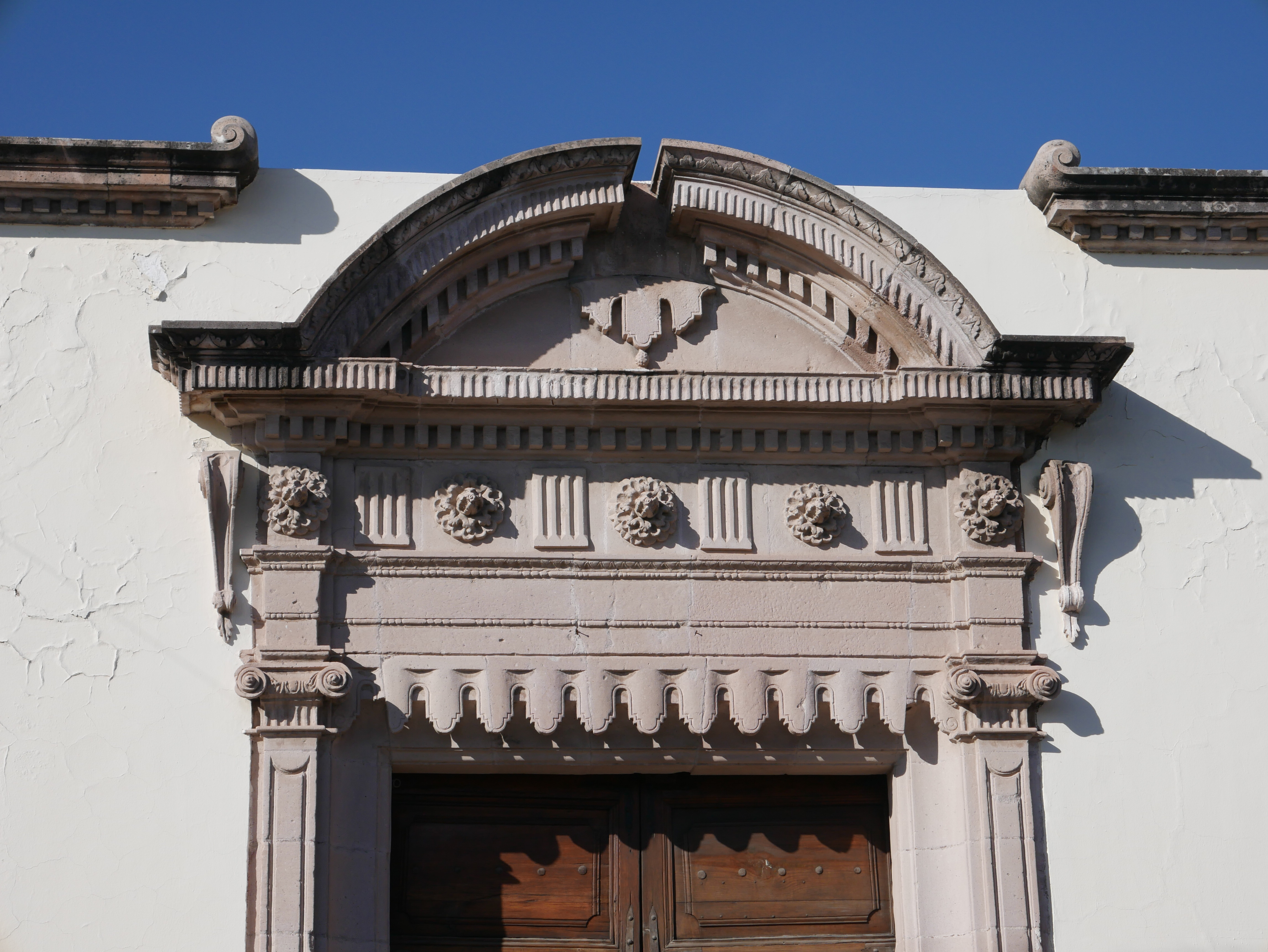
Fachada del Centro de Artes Visuales

## Actividades

### Talleres
El CAV ofrece diversos talleres orientados a la enseñanza de diversas disciplinas de las artes visuales, tales como la pintura, escultura, grabado, y fotografía. Estos talleres son impartidos en turno matutino y vespertino. Cuentan con grupos para las infancias desde los 5 años, hasta para mayores de edad.

#### Galería
Dentro de las instalaciones del Centro existen dos salas las cuales han sido sede de exposiciones temporales de aristas tanto locales como internacionales.

### Estudio Abierto
El Estudio Abierto es un programa de residencias artísticas dentro del CAV, implementado en el 2013. Tiene como objetivo buscar nexos con artistas visuales de diversas disciplinas, residentes en el estado, cuya producción es realizada fuera de espacios institucionales.
El programa tiene como principal interés mostrar a la comunidad del CAV los procesos de creación y producción de los artistas del centro, la diversidad y complejidad de los lenguajes y temáticas presentes en sus obras. Sin embargo, se ha reconocido que el beneficio del mismo no abarca solo a los estudiantes del Centro, sino también a los artistas locales que reconocen la necesidad de mantenerse en el diálogo constante y la interacción con la comunidad.
Algunos de los artistas que han participado en El Estudio Abierto son:
- Ángeles Espinoza
- Nora Laura Cruz Cori
- Edgar Alfonso Terán De Luna
- Ariana Carolina Rojas Valenzuela
- Laura Susana Ramírez Romo
- Leonardo Barrera Macías
- Alexia López Sosa
- Alejandro Padilla
- Alicia Cruz[12]